# متخفي المدرسة الثانوية
متخفي المدرسة الثانوية (بالكورية: 언더커버 하이스쿨) هو مسلسل تلفزيوني كوري جنوبي، من بطولة سيو كانغ جون، جين كي-جو، كيم شين-روك. يصور المسلسل شاباً يعمل عميلاً لجهاز المخابرات الوطني يتخفى كطالب في المدرسة الثانوية. عرض على قناة MBC TV في 21 فبراير الى 29 مارس 2025، بث كل يومي الجمعة والسبت في الساعة 21:50 بتوقيت (KST).

## القصة
تدور أحداث القصة حول مغامرات جونغ هاي سونغ، وهو عميل في خدمة الاستخبارات الوطنية تم تخفيض رتبته بعد حادثة كبيرة حدثت أثناء إحدى العمليات، ثم تم تكليفه بمهمة سرية لتعقب مكان سبائك الذهب المفقودة للإمبراطور جو-جونغ. يخفي هاي-سونغ هويته، ويذهب متخفيًا كطالب في المدرسة الثانوية في مدرسة بيونغ-مون الثانوية.

## الطاقم

### رئيسي
- سيو كانغ جون في دور جونغ هاي-سونغ[3]

عميل ميداني من وكالة NIS ، تم تخفيض رتبته بعد التسبب في حادث كبير أثناء إحدى العمليات.
- جين كي جو في دور أوه سو-آه[4]

مدرسة صف هاي-سونغ وهي معلمة مادة تاريخ كوري مؤقتة في مدرسة بيونغ-مون الثانوية.
- كيم شين روك في دور سيو ميونغ جو[5]

رئيسة مؤسسة بيونجمون ومدرسة بيونج مون الثانوية الخاصة المرموقة.

### داعم
- كيم مين جو في دور لي يي نا[6]

ابنة ميونغ جو الوحيدة ورئيسة مجلس الطلاب، وهي متعجرفة وصعبة الإرضاء، ولم تفوت أبدًا المركز الأول في مختلف المسابقات والمسابقات واستطلاعات الرأي الشعبية.
- بارك سي-هيون في دور آن يو جونغ[7]
- يون جا-ي : عميلة في ان اي اس[8]

## المشاهدات
| الموسم | الموسم | رقم الحلقة | رقم الحلقة | رقم الحلقة | رقم الحلقة | رقم الحلقة | رقم الحلقة | رقم الحلقة | رقم الحلقة | رقم الحلقة | رقم الحلقة | رقم الحلقة | رقم الحلقة | المتوسط |
| الموسم | الموسم | 1          | 2          | 3          | 4          | 5          | 6          | 7          | 8          | 9          | 10         | 11         | 12         | المتوسط |
| ------ | ------ | ---------- | ---------- | ---------- | ---------- | ---------- | ---------- | ---------- | ---------- | ---------- | ---------- | ---------- | ---------- | ------- |
|        | 1      | 1.099      | 1.311      | 1.199      | 1.537      | 1.387      | 1.386      | 1.312      | 1.239      | 1.153      | 1.044      | 1.156      | 1.142      | 1.247   |

| الحلقات | تاريخ البث     | تقييمات (نيلسن كوريا) | تقييمات (نيلسن كوريا) |
| الحلقات | تاريخ البث     | على الصعيد الوطني     | سيئول                 |
| ------- | -------------- | --------------------- | --------------------- |
| 1       | 21 فبراير 2025 | 5.8%                  | 5.6%                  |
| 2       | 22 فبراير 2025 | 6.6%                  | 6.5%                  |
| 3       | 28 يناير 2025  | 6.6%                  | 6.7%                  |
| 4       | 1 مارس 2025    | 8.3%                  | 8.3%                  |
| 5       | 7 مارس 2025    | 7.2%                  | 7.0%                  |
| 6       | 8 مارس 2025    | 7.1%                  | 6.7%                  |
| 7       | 14 مارس 2025   | 6.8%                  | 6.3%                  |
| 8       | 15 مارس 2025   | 6.1%                  | 6.1%                  |
| 9       | 20 مارس 2025   | 6.1%                  | 5.8%                  |
| 10      | 21 مارس 2025   | 5.4%                  | 5.3%                  |
| 11      | 28 مارس 2025   | 6.0%                  | 6.3%                  |
| 12      | 29 مارس 2025   | 5.8%                  | 5.8%                  |
| متوسط   | متوسط          | 6.4%                  | 6.4%                  |

## الإنتاج
من تخطيط المنتج نامكونغ سيونغ-وو من MBC، وكتبه إيم يونغ بين الذي كتب مدعي عام سيئ (2022)، وأخراج من قبل مخرجة إم بي سي تشوي جونغ-إن، وإنتاج نيو إنترتينمنت واستوديوهات إسلينج شوت. بدأ التصوير الرئيسي في النصف الأول من عام 2024.

## روابط خارجية
- الموقع الرسمي
 (بالكورية)
- متخفي المدرسة الثانوية على موقع IMDb (الإنجليزية)
- متخفي المدرسة الثانوية على موقع فيلمافينيتي (الإسبانية)
- متخفي المدرسة الثانوية على موقع قاعدة بيانات الفيلم (الإنجليزية)
- متخفي المدرسة الثانوية على هانسينما